# Temporada 2003 de Fórmula 3000 Internacional
La temporada 2003 de Fórmula 3000 Internacional fue la 19.º de dicha categoría. Comenzó el 19 de abril en Imola y finalizó en Monza el 13 de septiembre.
Björn Wirdheim fue el ganador del Campeonato de Pilotos y Arden International se quedó con el Campeonato de Escuderías.

## Escuderías y pilotos
| Escudería               | N.º | Piloto                | Rondas       |
| ----------------------- | --- | --------------------- | ------------ |
| Arden International     | 1   | Björn Wirdheim        | Todas        |
| Arden International     | 2   | Townsend Bell         | Todas        |
| Coloni Motorsport       | 3   | Zsolt Baumgartner     | 1-9          |
| Coloni Motorsport       | 3   | Christian Montanari   | 10           |
| Coloni Motorsport       | 4   | Ricardo Sperafico     | Todas        |
| Super Nova Racing       | 5   | Enrico Toccacelo      | Todas        |
| Super Nova Racing       | 6   | Derek Hill            | 1-6          |
| Super Nova Racing       | 6   | Nicolas Kiesa         | 7            |
| Super Nova Racing       | 6   | Sam Hancock           | 8-10         |
| Den Blå Avis            | 7   | Nicolas Kiesa         | 1-6          |
| Den Blå Avis            | 8   | Robbie Kerr           | 1            |
| Den Blå Avis            | 8   | Philip Giebler        | 2-6          |
| Durango                 | 9   | Giorgio Pantano       | Todas        |
| Durango                 | 10  | Raffaele Giammaria    | Todas        |
| Team Astromega          | 11  | Tony Schmidt          | Todas        |
| Team Astromega          | 12  | Jeffrey van Hooydonk  | 1-2, 4-6, 10 |
| Team Astromega          | 12  | Michael Keohane       | 7-9          |
| Superfund ISR - Charouz | 14  | Jaroslav Janiš        | Todas        |
| Superfund ISR - Charouz | 15  | Yannick Schroeder     | 1-8          |
| Red Bull Junior Team    | 16  | Vitantonio Liuzzi     | Todas        |
| Red Bull Junior Team    | 17  | Patrick Friesacher    | 1-2, 5-10    |
| Red Bull Junior Team    | 17  | Bernhard Auinger      | 3-4          |
| BCN F3000               | 18  | Valerio Scassellati   | 1, 5-6, 8    |
| BCN F3000               | 18  | Alessandro Piccolo    | 2-4, 10      |
| BCN F3000               | 18  | Marc Hynes            | 7            |
| BCN F3000               | 18  | Giovanni Berton       | 9            |
| BCN F3000               | 19  | Rob Nguyen            | 1-3          |
| BCN F3000               | 19  | Will Langhorne        | 4-8          |
| BCN F3000               | 19  | Ferdinando Monfardini | 9-10         |
| Brand Motorsport        | 20  | Nicolas Minassian     | 1            |
| Brand Motorsport        | 21  | Gary Paffett          | 1            |
| Fuente:                 |     |                       |              |

## Calendario
| Ronda   | Circuito                                    | País        | Fecha            |
| ------- | ------------------------------------------- | ----------- | ---------------- |
| 1       | Autodromo Enzo e Dino Ferrari, Imola        | Italia      | 19 de abril      |
| 2       | Circuito de Barcelona-Cataluña, Montmeló    | España      | 3 de mayo        |
| 3       | A1-Ring, Spielberg                          | Austria     | 17 de mayo       |
| 4       | Circuito de Mónaco, Montecarlo              | Mónaco      | 31 de mayo       |
| 5       | Nürburgring, Nürburg                        | Alemania    | 28 de junio      |
| 6       | Circuito de Nevers Magny-Cours, Magny-Cours | Francia     | 5 de julio       |
| 7       | Circuito de Silverstone, Silverstone        | Reino Unido | 19 de julio      |
| 8       | Hockenheimring, Hockenheim                  | Alemania    | 2 de agosto      |
| 9       | Hungaroring, Mogyoród                       | Hungría     | 23 de agosto     |
| 10      | Autodromo Nazionale di Monza, Monza         | Italia      | 13 de septiembre |
| Fuente: |                                             |             |                  |

## Resultados
| Ronda               | Ronda       | Pole Position     | Vuelta rápida      | Piloto ganador     | Escudería ganadora   |
| ------------------- | ----------- | ----------------- | ------------------ | ------------------ | -------------------- |
| 1                   | Imola       | Björn Wirdheim    | Björn Wirdheim     | Björn Wirdheim     | Arden International  |
| 2                   | Barcelona   | Giorgio Pantano   | Giorgio Pantano    | Giorgio Pantano    | Durango              |
| 3                   | Spielberg   | Ricardo Sperafico | Björn Wirdheim     | Ricardo Sperafico  | Coloni Motorsport    |
| 4                   | Montecarlo  | Björn Wirdheim    | Björn Wirdheim     | Nicolas Kiesa      | Den Blå Avis         |
| 5                   | Nürburgring | Björn Wirdheim    | Björn Wirdheim     | Enrico Toccacelo   | Super Nova Racing    |
| 6                   | Magny-Cours | Giorgio Pantano   | Giorgio Pantano    | Giorgio Pantano    | Durango              |
| 7                   | Silverstone | Björn Wirdheim    | Björn Wirdheim     | Björn Wirdheim     | Arden International  |
| 8                   | Hockenheim  | Ricardo Sperafico | Björn Wirdheim     | Ricardo Sperafico  | Coloni Motorsport    |
| 9                   | Budapest    | Vitantonio Liuzzi | Patrick Friesacher | Patrick Friesacher | Red Bull Junior Team |
| 10                  | Monza       | Björn Wirdheim    | Björn Wirdheim     | Björn Wirdheim     | Arden International  |
| Fuente: TeamDan.com |             |                   |                    |                    |                      |

## Clasificaciones

### Sistema de puntuación
| Posición | 1.º | 2.º | 3.º | 4.º | 5.º | 6.º | 7.º | 8.º |
| Puntos   | 10  | 8   | 6   | 5   | 4   | 3   | 2   | 1   |

### Campeonato de Pilotos
| Pos.        | Piloto                | IMO | BAR | SPI | MON | NÜR | MAG | SIL | HOC | HUN | MNZ | Puntos |
| ----------- | --------------------- | --- | --- | --- | --- | --- | --- | --- | --- | --- | --- | ------ |
| 1           | Björn Wirdheim        | 1   | 2   | 2   | 2   | 13  | 2   | 1   | 2   | 2   | 1   | 78     |
| 2           | Ricardo Sperafico     | 3   | Ret | 1   | DSQ | 14  | 3   | 4   | 1   | Ret | 3   | 43     |
| 3           | Giorgio Pantano       | Ret | 1   | 3   | Ret | 16  | 1   | 2   | 7   | 4   | Ret | 41     |
| 4           | Vitantonio Liuzzi     | 4   | Ret | 4   | Ret | 2   | 4   | 3   | 4   | 9   | 4   | 39     |
| 5           | Patrick Friesacher    | 2   | Ret |     |     | Ret | 11  | 5   | 3   | 1   | 2   | 36     |
| 6           | Enrico Toccacelo      | 5   | 3   | 5   | Ret | 1   | 13  | 6   | Ret | 7   | 8   | 30     |
| 7           | Nicolas Kiesa         | 12  | 10  | 6   | 1   | 3   | Ret | 8   |     |     |     | 20     |
| 8           | Jaroslav Janiš        | DNS | 4   | 9   | 4   | 6   | Ret | 10  | 8   | 5   | 7   | 20     |
| 9           | Townsend Bell         | 9   | 12  | 7   | 6   | Ret | 12  | 7   | 5   | 3   | Ret | 17     |
| 10          | Raffaele Giammaria    | 7   | Ret | 14  | 3   | 7   | 8   | Ret | 10  | 6   | Ret | 14     |
| 11          | Tony Schmidt          | Ret | 6   | Ret | Ret | 10  | 5   | Ret | 6   | 8   | 6   | 14     |
| 12          | Yannick Schroeder     | 6   | 8   | Ret | 7   | 4   | 7   | 9   | 11  |     |     | 13     |
| 13          | Jeffrey van Hooydonk  | Ret | Ret |     | 8   | 8   | 6   |     |     |     | 5   | 9      |
| 14          | Zsolt Baumgartner     | 10  | 7   | 10  | 5   | 11  | 9   | 11  | 9   | DNS |     | 6      |
| 15          | Rob Nguyen            | 8   | 5   | 13  |     |     |     |     |     |     |     | 5      |
| 16          | Derek Hill            | 15  | 11  | Ret | DSQ | 5   | 10  |     |     |     |     | 4      |
| 17          | Phil Giebler          |     | Ret | 8   | Ret | 9   | DNS |     |     |     |     | 1      |
| 18          | Alessandro Piccolo    |     | 9   | 12  | DNS |     |     |     |     |     | 11  | 0      |
| 19          | Bernhard Auinger      |     |     | 11  | 9   |     |     |     |     |     |     | 0      |
| 20          | Christian Montanari   |     |     |     |     |     |     |     |     |     | 9   | 0      |
| 21          | Will Langhorne        |     |     |     | 10  | 12  | 14  | 13  | 12  |     |     | 0      |
| 22          | Ferdinando Monfardini |     |     |     |     |     |     |     |     | Ret | 10  | 0      |
| 23          | Giovanni Berton       |     |     |     |     |     |     |     |     | 10  |     | 0      |
| 24          | Sam Hancock           |     |     |     |     |     |     |     | 13  | 11  | DNS | 0      |
| 25          | Nicolas Minassian     | 11  |     |     |     |     |     |     |     |     |     | 0      |
| 26          | Michael Keohane       |     |     |     |     |     |     | 12  | Ret | DNQ |     | 0      |
| 27          | Valerio Scassellati   | 13  |     |     |     | 15  | 15  |     | 14  |     |     | 0      |
| 28          | Marc Hynes            |     |     |     |     |     |     | 14  |     |     |     | 0      |
| 29          | Gary Paffett          | 14  |     |     |     |     |     |     |     |     |     | 0      |
| NC          | Robbie Kerr           | DNS |     |     |     |     |     |     |     |     |     | 0      |
| Pos.        | Piloto                | IMO | BAR | SPI | MON | NÜR | MAG | SIL | HOC | HUN | MNZ | Puntos |
| Fuente: FIA |                       |     |     |     |     |     |     |     |     |     |     |        |

| Color     | Resultado                                                               |
| --------- | ----------------------------------------------------------------------- |
| Oro       | Ganador                                                                 |
| Plata     | 2.ª plaza                                                               |
| Bronce    | 3.ª plaza                                                               |
| Verde     | Finalizó en los puntos                                                  |
| Azul      | Finalizó sin puntos                                                     |
| Azul      | NC - No clasificado                                                     |
| Violeta   | Ret - No terminó (Carrera)                                              |
| Rojo      | DNQ - No se clasificó                                                   |
| Negro     | DSQ - Descalificado                                                     |
| Blanco    | DNS - No empezó (carrera)                                               |
| Blanco    | WD - Retirado (fin de semana)                                           |
| Blanco    | C - Carrera cancelada                                                   |
| Sin color | DNP - Inscrito pero no participó                                        |
| Sin color | INJ - Lesionado                                                         |
| Sin color | EX - Excluido                                                           |
| Estado    | Resultado                                                               |
| Negrita   | Pole position                                                           |
| Cursiva   | Vuelta rápida                                                           |
| †         | Abandona, pero clasifica al completar el porcentaje requerido para ello |

### Campeonato de Escuderías
| Pos.        | Escudería               | N.º | IMO | BAR | SPI | MON | NÜR | MAG | SIL | HOC | HUN | MNZ | Puntos |
| ----------- | ----------------------- | --- | --- | --- | --- | --- | --- | --- | --- | --- | --- | --- | ------ |
| 1           | Arden International     | 1   | 1   | 2   | 2   | 2   | 13  | 2   | 1   | 2   | 2   | 1   | 95     |
| 1           | Arden International     | 2   | 9   | 12  | 7   | 6   | Ret | 12  | 7   | 5   | 3   | Ret | 95     |
| 2           | Red Bull Junior Team    | 16  | 4   | Ret | 4   | Ret | 2   | 4   | 3   | 4   | 9   | 4   | 75     |
| 2           | Red Bull Junior Team    | 17  | 2   | Ret | 11  | 9   | Ret | 11  | 5   | 3   | 1   | 2   | 75     |
| 3           | Durango                 | 9   | Ret | 1   | 3   | Ret | 16  | 1   | 2   | 7   | 4   | Ret | 55     |
| 3           | Durango                 | 10  | 7   | Ret | 14  | 3   | 7   | 8   | Ret | 10  | 6   | Ret | 55     |
| 4           | Coloni Motorsport       | 3   | 10  | 7   | 10  | 5   | 11  | 9   | 11  | 9   | DNS | 9   | 49     |
| 4           | Coloni Motorsport       | 4   | 3   | Ret | 1   | DSQ | 14  | 3   | 4   | 1   | Ret | 3   | 49     |
| 5           | Super Nova Racing       | 5   | 5   | 3   | 5   | Ret | 1   | 13  | 6   | Ret | 7   | 8   | 35     |
| 5           | Super Nova Racing       | 6   | 15  | 11  | Ret | DSQ | 5   | 10  | 8   | 13  | 11  | DNS | 35     |
| 6           | Superfund ISR - Charouz | 14  | DNS | 4   | 9   | 4   | 6   | Ret | 10  | 8   | 5   | 7   | 33     |
| 6           | Superfund ISR - Charouz | 15  | 6   | 8   | Ret | 7   | 4   | 7   | 9   | 11  |     |     | 33     |
| 7           | Team Astromega          | 11  | Ret | 6   | Ret | Ret | 10  | 5   | Ret | 6   | 8   | 6   | 23     |
| 7           | Team Astromega          | 12  | Ret | Ret |     | 8   | 8   | 6   | 12  | Ret | DNQ | 5   | 23     |
| 8           | Den Blå Avis            | 7   | 12  | 10  | 6   | 1   | 3   | Ret |     |     |     |     | 20     |
| 8           | Den Blå Avis            | 8   | DNS | Ret | 8   | Ret | 9   | DNS |     |     |     |     | 20     |
| 9           | BCN F3000               | 18  | 13  | 9   | 12  | DNS | 15  | 15  | 14  | 14  | 10  | 11  | 5      |
| 9           | BCN F3000               | 19  | 8   | 5   | 13  | 10  | 12  | 14  | 13  | 12  | Ret | 10  | 5      |
| 10          | Brand Motorsport        | 20  | 11  |     |     |     |     |     |     |     |     |     | 0      |
| 10          | Brand Motorsport        | 21  | 14  |     |     |     |     |     |     |     |     |     | 0      |
| Pos.        | Escudería               | N.º | IMO | BAR | SPI | MON | NÜR | MAG | SIL | HOC | HUN | MNZ | Puntos |
| Fuente: FIA |                         |     |     |     |     |     |     |     |     |     |     |     |        |

| Color     | Resultado                                                               |
| --------- | ----------------------------------------------------------------------- |
| Oro       | Ganador                                                                 |
| Plata     | 2.ª plaza                                                               |
| Bronce    | 3.ª plaza                                                               |
| Verde     | Finalizó en los puntos                                                  |
| Azul      | Finalizó sin puntos                                                     |
| Azul      | NC - No clasificado                                                     |
| Violeta   | Ret - No terminó (Carrera)                                              |
| Rojo      | DNQ - No se clasificó                                                   |
| Negro     | DSQ - Descalificado                                                     |
| Blanco    | DNS - No empezó (carrera)                                               |
| Blanco    | WD - Retirado (fin de semana)                                           |
| Blanco    | C - Carrera cancelada                                                   |
| Sin color | DNP - Inscrito pero no participó                                        |
| Sin color | INJ - Lesionado                                                         |
| Sin color | EX - Excluido                                                           |
| Estado    | Resultado                                                               |
| Negrita   | Pole position                                                           |
| Cursiva   | Vuelta rápida                                                           |
| †         | Abandona, pero clasifica al completar el porcentaje requerido para ello |